# Akagündüz Kutbay
Aka Gündüz Kutbay (Istanbul, 17 août 1934 - Istanbul, 27 août 1979), est un important joueur de ney (flûte oblique en roseau) turc des années 1960 et 1970. Il est célèbre pour son approche traditionnelle, ses tons graves (dem sesleri) et son intérêt pour le jazz, la musique tibétaine, la musique indienne et d'autres musiques du monde.
Kutbay a travaillé de nombreuses années pour Radio Istanbul, où il se considérait comme un disciple d'Ulvi Erguner (directeur de la musique turque) et de son père Süleyman Erguner (« Dede »). Il a enseigné le ney au Conservatoire national de musique turc à Istanbul (İstanbul Teknik Üniversitesi Türk Musiki Devlet Konservatuarı) de 1973 à 1979. Il a été Premier joueur de ney (Neyzenbaşı) au Mevlana Festival de Konya au début des années 1970 et a dirigé la première tournée nord-américaine des derviches mevlevi en 1972 avec Ulvi Erguner.
En Turquie, le label Aras a publié plusieurs albums de lui et aux États-Unis Atlantic Records a produit Music of the Whirling Dervishes, où il accompagnait le chanteur Kani Karaca (1930-2004). Playasound/Auvidis a publié en 1991 un disque de ses improvisations solo (taksimler) ; la plus longue dure 23 minutes. Il a fait une brève apparition au ney au début du film de Peter Brook Rencontres avec des hommes remarquables (1979).

## Sélection audio
- Court extrait d'une improvisation (taksim) 1.2MB, mp3, durée 1,17 min
- Court extrait de tons graves (dem sesleri) by Kutbay 1.2MB, mp3, durée 1,17 min